# Зеда Кваліті
Зеда Кваліті (груз. ზედა კვალითი) — село в Грузії.
За даними перепису населення 2014 року в селі проживає 244 особи.